# Nathan bar Yitsḥaq
Nathan bar Yitsḥaq (geb. im 12. Jahrhundert; gest. nach 1223) war ein jüdischer Gelehrter aus Mainz.
Bekannt blieb er vor allem wegen der aus seiner richterlichen Tätigkeit erhaltenen Rechtsgutachten. Zusammen mit Barukh bar Šemu’el und Eli’ezer bar Šim’on gehörte er einem richterlichen Dreier-Kollegium in Mainz an. Weiter ist Nathan bar Yitsḥaq als Verfasser liturgischer Poesie bekannt.
Nathan bar Yitsḥaq war einer der Unterzeichner der Taqqanot Qehillot Šum, einer gemeinsamen Rechtssammlung der SchUM-Städte, der jüdischen Gemeinden von Speyer, Worms und Mainz. Für die Versammlung der Gemeinden in Mainz 1220 und 1223, auf denen das Dokument vereinbart wurde, gehörte er zu den Vertretern der Mainzer Gemeinde.
Eine Korrespondenz zwischen ihm und Elieser ben Joel HaLevi aus Köln ist belegt.